# 阿部甚吉
阿部 甚吉（あべ じんきち、1907年1月25日 - 1981年7月30日）は、日本の弁護士、大阪弁護士会会長、日本弁護士連合会会長。

## 略歴
1907年、徳島県に生れる。1922年、徳島県橘郵便局に就職。1925年、大阪逓信局監督課に転勤。在勤のまま、北陽商業学校（現・関西大学北陽中学校・高等学校）を卒業。1929年、関西大学専門部法律科に入学し､ 1932年に同校を卒業。翌年司法試験に合格。さらに翌年に大阪逓信局を退職。はじめは村野弁護士事務所に勤めたが、1938年に独立して自宅に事務所を開く。その後、1954年大阪弁護士会副会長､ 1957年近畿弁護士会連合会理事､ 1964年大阪弁護士会会長・近畿弁護士会連合会理事長・日本弁護士連合会常務理事を歴任した。1969年、日本弁護士連合会会長に就任した。1947年からは母校である関西大学の経営に参画し、千里山外苑買収問題や名神高速道路学内通過問題の解決に尽力した。
学外では、そのほか、1962年に日清食品監査役､ 1971年には大阪府人事委員会委員なども務めた｡